# Nolinsky
Huyện Nolinsky (tiếng Nga: ? райо́н) là một huyện hành chính tự quản (raion), của Tỉnh Kirov, Nga. Huyện có diện tích 2162 kilômét vuông, dân số thời điểm ngày 1 tháng 1 năm 2000 là 27200 người. Trung tâm của huyện đóng ở Nolinsk.